# CD FILE 長山洋子 VOL.2
『CD FILE 長山洋子 VOL.2』（シーディ・ファイル ながやまようこ ヴォリューム・トゥー）は、長山洋子がアイドル歌手時代に発売したベスト・アルバム。1989年3月21日にビクター音楽産業から発売された。

## 概要
長山洋子の6枚目から10枚目までのシングルA・B面曲を全て収録したシングル・コレクション・アルバム。
本作は、ビクター音楽産業 （現・JVCケンウッド・ビクターエンタテインメント）から発売されたベスト・アルバム「CD FILE」シリーズの一つで、A・B面曲を発売順に収録している。
デビュー・シングルから5枚目までのシングルA・B面曲を収録した『CD FILE 長山洋子 VOL.1』も同時発売されている。

## 収録曲
1. 素顔のままで
作詞：佐藤順英 / 作曲：花岡優平 / 編曲：若草恵
  - 6thシングルA面曲。
2. 夢うつつ
作詞：阿久悠 / 作曲：筒美京平 / 編曲：鷺巣詩郎
  - 6thシングルB面曲。
3. 雲にのりたい
作詞：大石良蔵 / 作曲：鈴木邦彦 / 編曲：大谷和夫
  - 7thシングルA面曲。黛ジュンの楽曲のカバー。
4. FLY ME AGAIN
作詞：高埜秀一 / 作曲・編曲：水沢朱里
  - 7thシングルB面曲。
5. ヴィーナス (Venus)
作詞・作曲：Robbie Leeuwen / 日本語詞：篠原仁志 / 編曲：鷺巣詩郎
  - 8thシングルA面曲。
  - オランダのロックグループ、ショッキング・ブルーのカバー。
6. True Lover ～見つめかえして～
作詞：さかたかずこ / 作曲：馬場孝幸 / 編曲：中村哲
  - 8thシングルB面曲。
7. ユア・マイ・ラヴ (You're My Love, You're My Life)
作詞：Candee Hire / 作曲：Gerd Rochel / 日本語詞：篠原仁志 / 編曲：西平彰
  - 9thシングルA面曲。
  - ドイツの女性シンガー、パティ・ライアンのカバー。
8. ミスター・マンデー (Mr. Monday)
作詞・作曲：Dennis Lambert - Brian Potter / 日本語詞：篠原仁志 / 編曲：鷺巣詩郎
  - 9thシングルB面曲。カナダ出身のバンド、オリジナル・キャストのカバー。
9. 悲しき恋人たち
作詞・作曲：遠藤京子 / 編曲：武部聡志
  - 10thシングルA面曲。
10. 心象風景 (ココロノスケッチ)
作詞：川村真澄 / 作曲：鈴木キサブロー / 編曲：中村哲
  - 10thシングルB面曲。